# Worku Bikila
Worku Bikila (provincie Arsi, 6 mei 1968) is een voormalige Ethiopische atleet, die gespecialiseerd was in de lange afstand.

## Biografie
In 1992 boekte Bikila zijn eerste succes door op de Afrikaanse kampioenschappen zilver te winnen op de 5000 m. Een jaar later won hij een bronzen medaille op ditzelfde onderdeel.
In 1996 vertegenwoordigde hij Ethiopië op de Olympische Spelen in Atlanta. Hij werd in de voorrondes van de 10.000 m uitgeschakeld.
Eind jaren negentig stapte Bikila over op langere afstanden op de weg. Hij won in 1997 en 1998 de Zevenheuvelenloop (15 km) in 42.20 en 42.24. Zijn tijd uit 1997 was slechts acht seconden verwijderd van het toenmalige wereldrecord van Paul Tergat op deze afstand. In 1998 won hij de Tilburg Ten Miles ( 16,1 km) in 47.00 en in 2000 werd hij negende op de 20 van Alphen in 58.23. De marathon van Parijs in 2001 liep hij in 2:11.48.
Sinds hij een punt heeft gezet achter zijn atletiekloopbaan, richt Worku Bikila zijn energie op twee bedrijven, die hij heeft opgericht en die een bron van inkomsten vormen voor de lokale bevolking van Dukam in Ethiopië. Het zijn een bedrijf dat waterputten slaat en toezicht houdt op het gebruik ervan en een hotel voor internationale reizigers.

## Persoonlijke records
Baan
| Onderdeel | Prestatie | Datum            | Plaats  |
| --------- | --------- | ---------------- | ------- |
| 3000 m    | 7.42,44   | 16 augustus 1997 | Monaco  |
| 5000 m    | 12.57,23  | 8 juni 1995      | Rome    |
| 10.000 m  | 27.06,44  | 25 augustus 1995 | Brussel |

Weg
| Onderdeel      | Prestatie | Datum            | Plaats              |
| -------------- | --------- | ---------------- | ------------------- |
| 10 km          | 27.31     | 5 april 1998     | Brunssum            |
| 15 km          | 42.20     | 16 november 1997 | Nijmegen            |
| 20 km          | 58.23     | 11 maart 2001    | Alphen aan den Rijn |
| halve marathon | 1:02.15   | 10 maart 2002    | Parijs              |
| marathon       | 2:11.48   | 8 april 2001     | Parijs              |

## Palmares

### 5000 m
- 1992:  Afrikaanse kamp. - 13.25,98
- 1992: 6e OS - 13:23.52
- 1993:  Afrikaanse kamp. - 13.12,53
- 1993: 4e WK - 13.06,64
- 1994: 8e Grand Prix Finale - 13.17,36
- 1995: 6e WK - 13.20,12
- 1997: 12e WK - 13.30,02

### 10.000 m
- 1996: 17e OS - 28.59,15

### 10 km
- 1994:  Corrida van Houilles (9.5 km) - 26.52
- 1996: 5e Corrida van Houilles - 28.56
- 1997:  Parelloop - 27.41
- 1998:  Parelloop - 27.31

### 15 km
- 1997:  Zevenheuvelenloop - 42.20
- 1998:  Zevenheuvelenloop - 42.24
- 1999:  Zevenheuvelenloop - 43.31

### 10 Eng. mijl
- 1998:  Tilburg Ten Miles - 47.00
- 1998: 14e Dam tot Damloop - 47.43

### 20 km
- 2000: 9e 20 van Alphen - 58.23

### halve marathon
- 1999: 6e halve marathon van Egmond - 1:02.58
- 2000: 17e Dam tot Damloop - 1:03.44
- 2002: 37e WK in Brussel - 1:03.55

### marathon
- 2000: 16e marathon van Amsterdam - 2:17.10
- 2001: 8e marathon van Parijs - 2:11.48

### overige afstanden
- 2000:  4 Mijl van Groningen - 18.46

### veldlopen
- 1992: 96e WK - 38.57